# Globosusa
Globosusa (лат.) — род чешуекрылых из подсемейства совок-пядениц. Распространены в Индонезии и на Филиппинах.

## Описание
Усики односторонне гребенчатые. Губными щупиками длиненные, направленные вперед. Размах крыльев 11—13 мм. На крыльях от костальной до радиальной жилки расположено пятно вытянутых чешуек

## Систематика
Морфологически наиболее близким родом является Alelimma. В составе рода два описанных вида. На острове Сулавеси обитают по меньшей мере три ещё не описанных вида:
- Globosusa borneana Holloway, 2008
- Globosusa curiosa Swinhoe, 1918

## Распространение
Представители рода встречаются на Калимантане, Сулавеси и Филиппинах.